# Texhoma (Texas)
Texhoma is een city in het uiterste noorden van de Amerikaanse staat Texas. Het stadje grenst direct aan Texhoma, Oklahoma, waarvan het door de staatsgrens tussen Texas en Oklahoma gescheiden wordt. Het Texaanse deel valt onder Sherman County.

## Demografie
Bij de volkstelling in 2000 werd het aantal inwoners vastgesteld op 371. In 2006 is het aantal inwoners door het United States Census Bureau geschat op 323, een daling van 48 (-12,9%).

## Geografie
Volgens het United States Census Bureau beslaat de plaats een oppervlakte van 4,9 km², geheel bestaande uit land.

## Plaatsen in de nabije omgeving
De onderstaande figuur toont nabijgelegen plaatsen in een straal van 44 km rond Texhoma.